# Hrzánové z Harasova
Hrzánové z Harasova (německy: Hrzan von Harras, ve starší české literatuře též jako Hřánové) byli starý český šlechtický rod, který měl společný původ s Homuty z Harasova a Domousickými z Harasova. Jméno je odvozeno od hradu Harasov na Mělnicku, později rod získal statky v severních a východních Čechách. V osobě úspěšného finančníka Adama Hrzána (1563–1619) pronikl rod mezi nejbohatší šlechtu v Čechách (Červený Hrádek, Lanšperk). V roce 1623 získal rod panský stav a v roce 1666 titul říšských hrabat. Jan Adam (1625–1681) byl královským nejvyšším lovčím, jeho syn Zikmund Valentin (1656–1726) zastával post prezidenta české královské komory. Významně se zapsali do barokní architektury v Milešově, který jim patřil 150 let (1686–1842). Poslední významnou osobností rodu byl kardinál František de Paula (1735–1804), dlouholetý rakouský vyslanec ve Vatikánu. Rod vymřel v roce 1842. Rodové jméno připomíná Hrzánský palác v Praze, který je majetkem vlády České republiky a slouží k reprezentačním účelům. Druhý Hrzánský palác se nachází v Celetné ulici v Praze.

## Historie

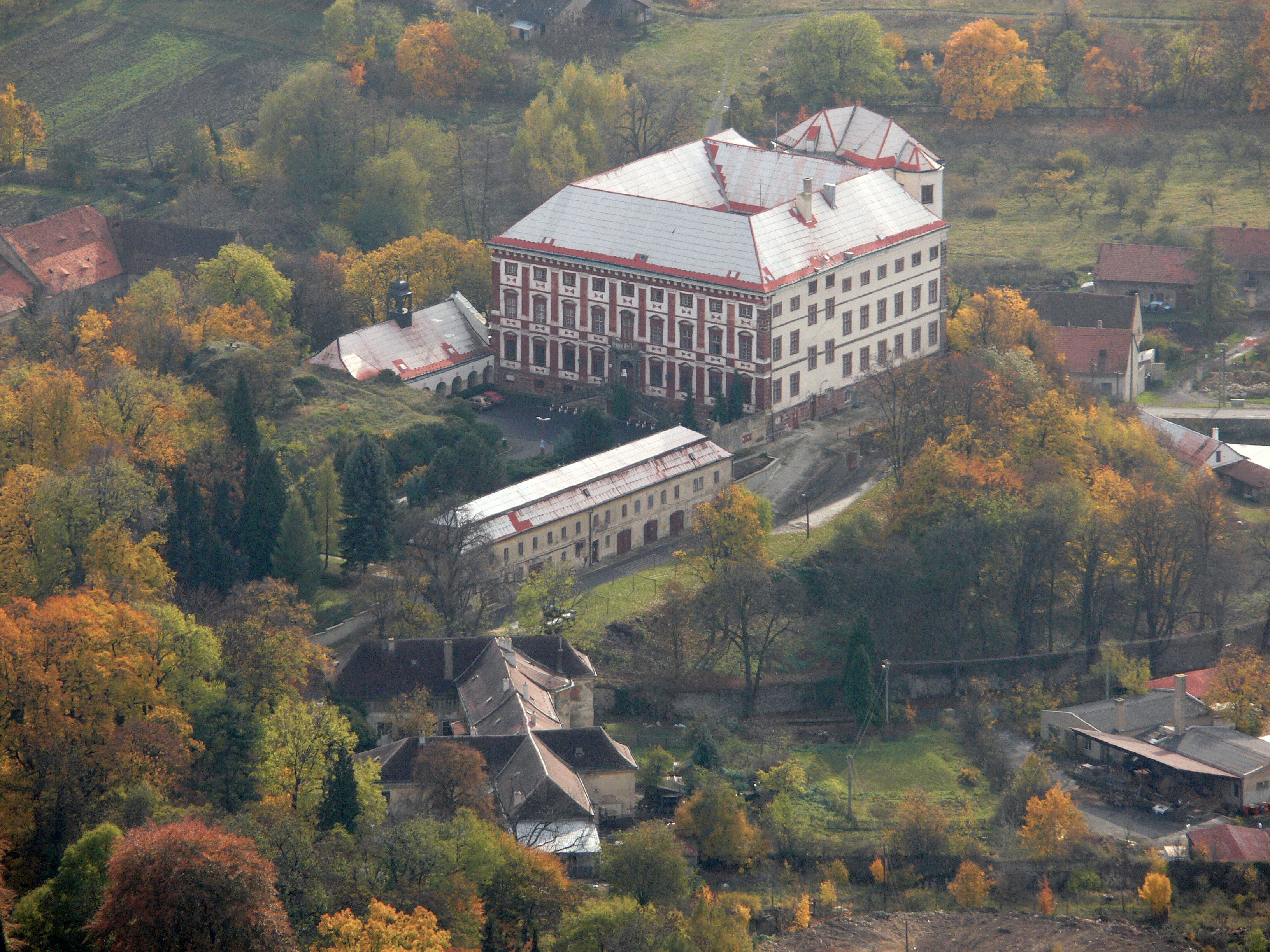
Zámek Milešov, majetek Hrzánů 1686–1842

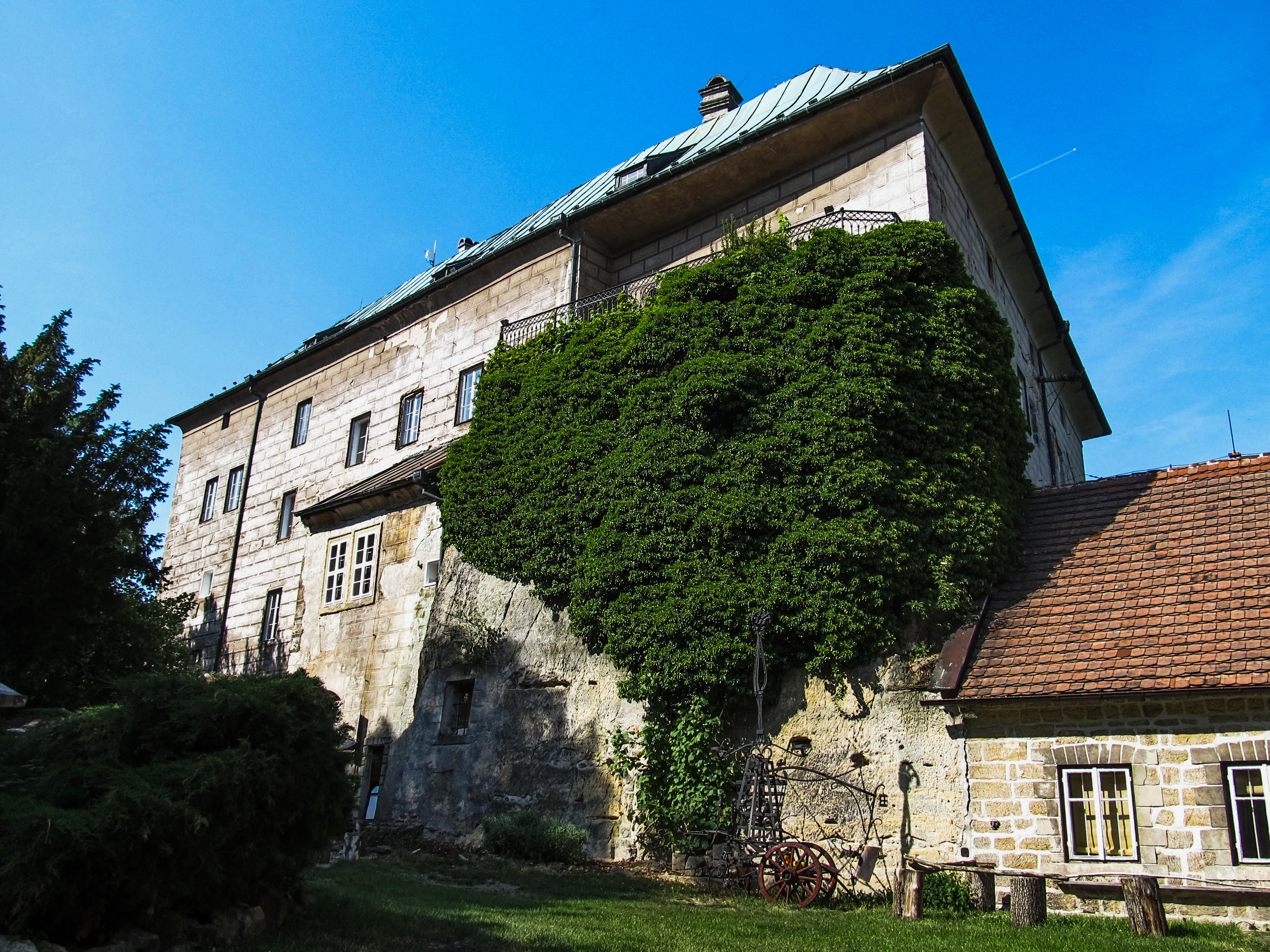
Hrad Houska, majetek Hrzánů 1502–1594

Rodina pocházela ze středních Čech, kde jim patřil hrad Harasov a poprvé se tady připomíná Pešek v roce 1321. Příjmení Hrzán používal poprvé Dobeš z Harasova v roce 1395, který později za husitských válek podporoval císaře Zikmunda a získal četné výhody. Během 15. století získali Hrzánové další statky na Mělnicku (Zásadka, Kropáčova Vrutice), významnou akvizicí byl nákup hradu Houska (1502). Za Tobiáše (Dobeše) Hrzána (†1599) došlo k renesanční přestavbě hradu Houska. Během 16. století patřily Hrzánům i další významné hrady ve středních a východních Čechách jako Jenštejn (1542–1560), Potštejn (1558–1598) nebo Kokořín (1590–1609). Z dlouhodobého postavení provinční šlechty vyvedl Hrzány mezi nejbohatší rody Adam (1563–1619), který proslul jako lichvář, mezi jeho věřiteli byli nejvýznamnější šlechtici jako Rožmberkové nebo Pernštejnové. Adam sňatkem s Annou Kaplířovou ze Sulevic získal statek Skalka, v roce 1588 koupil panství Lanšperk s městem Lanškrounem a 54 vesnicemi, v roce 1606 získal za 236 000 zlatých panství Červený Hrádek u Chomutova, krátce poté koupil ještě hrad Ronov a zámek Stvolínky (1608). V době stavovského povstání se sice politicky neangažoval, ale novému zemskému zřízení půjčil 300 000 zlatých, po jeho smrti v roce 1619 si stavové na Červeném Hrádku vyzvedli ještě další hotovost. S finanční podporou stavovského povstání se po Bílé hoře museli vyrovnat Adamovi synové, kteří byli předvoláni před konfiskační komisi. Adamův starší syn Zdeslav (1583–1642) sice již v roce 1620 přešel na císařskou stranu, ale vyšetřování celé rodiny předešel tím, že za velmi výhodných podmínek prodal celé lanškrounsko-lanšperské panství královskému místodržiteli knížeti Lichtenštejnovi. V roce 1623 byl Zdeslav povýšen do panského stavu, titul svobodných pánů získal o rok později i jeho mladší bratr Jan (1585–1631), který vlastnil Červený Hrádek.

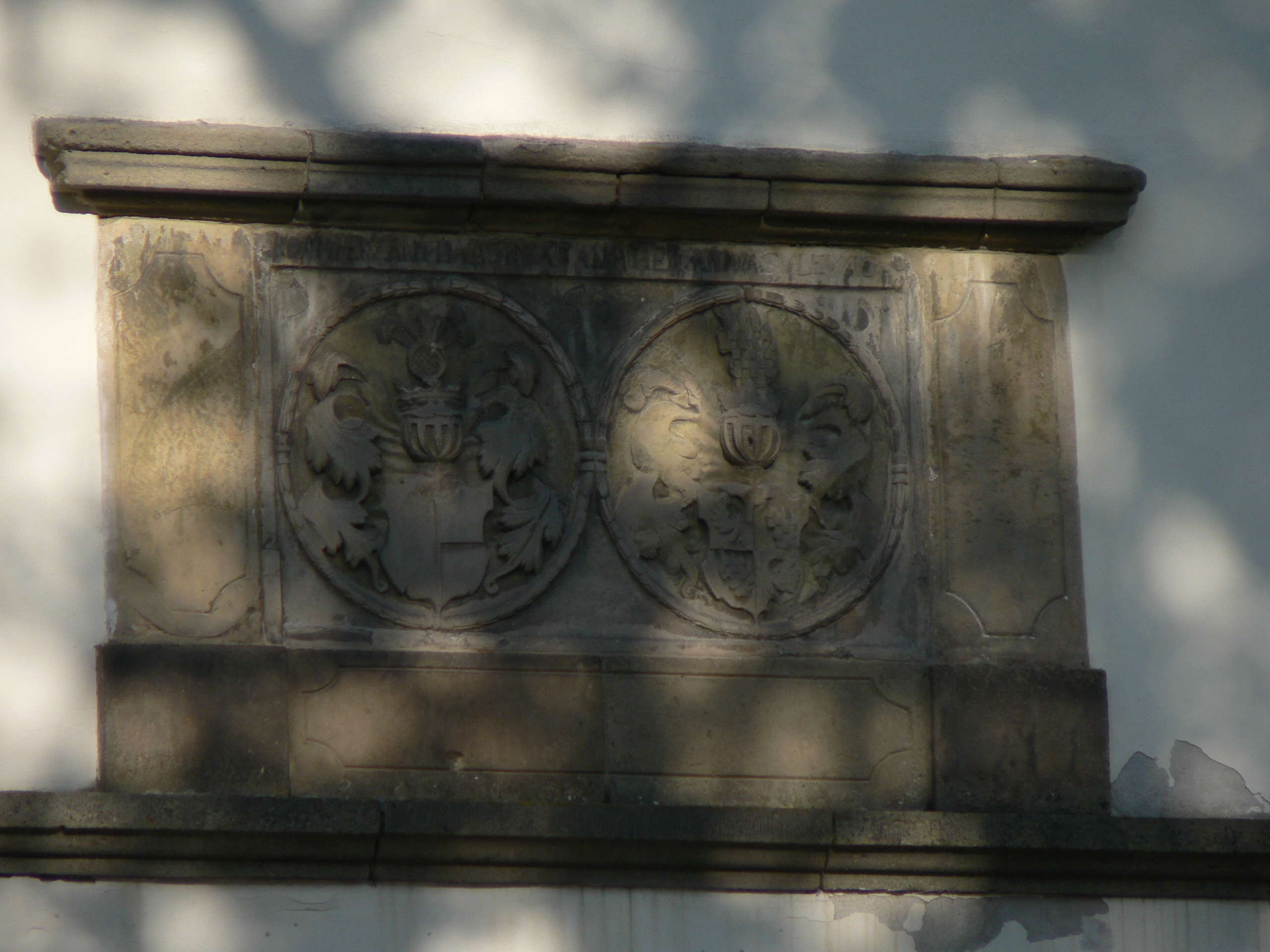
Erb Adama Hrzána a jeho manželky Anny, rozené Kaplířové ze Sulevic, na zámku Lanškroun

Další vzestup rodu zajistil Janův syn Jan Adam (1625–1681), který se přiženil do rodu Valdštejnů a jako švagr nejvyššího dvorského maršálka Františka Augustina z Valdštejna a pražského arcibiskupa Jana Bedřicha z Valdštejna prodělal rychlou kariéru. Byl hejtmanem Žateckého kraje (1650–1653), později královským místodržícím a císařským komorníkem, nakonec se stal nejvyšším lovčím Českého království (1665–1681). V roce 1666 byl povýšen do hraběcího stavu a jako nové reprezentativní sídlo nechal postavit zámek v Červeném Hrádku (1665–1675), menší zámek vznikl také na jeho původním sídle ve Skalce. Po Janu Adamovi si dědictví rozdělilo pět synů, z nichž tři zemřeli bez dalšího potomstva. Z nich Arnošt Karel (1651–1697) postavil zámek v Údlicích, oddělených jako samostatný statek od Červeného Hrádku. Jeho mladší bratr Zikmund Valentin (1656–1726) od mládí působil ve správě Českého království, nakonec byl prezidentem české komory (1718–1726). V roce 1707 prodal Lichtenštejnům panství Červený Hrádek za 90 000 zlatých a získané financi mu umožnily výstavbu stavební investice do dvou pražských paláců na Hradčanech a v Celetné ulici.
Ze synů Jana Adama měl další potomstvo Jan Leopold (1654–1711), který po spřízněném rodu Kaplířů ze Sulevic převzal jako univerzální dědic panství Milešov (1686). S dědictvím byla spojena podmínka sloučení erbů a jmen obou rodů (Hrzán-Kaplíř). V případě Milešova se o své nároky přihlásilo litoměřické biskupství, jemuž Hrzánové museli nakonec jako kompenzaci vyplatit 15 000 zlatých. Mladší syn Jana Leopolda Ferdinand Maxmilián (1695–1764) zdědil Skalku a s Marií Annou Putzovou vyženil sousední panství Dlažkovice, kde zahájil těžbu českých granátů, nakonec ale tento majetek i se Skalkou prodal (1731). Jeho syn František de Paula (1735–1804) byl duchovním, od roku 1779 kardinálem a v letech 1779–1796 vyslancem habsburské monarchie ve Vatikánu. Svou církevní kariéru zakončil jako biskup v Szombathely (1800–1804). Dědicem Milešova byl starší syn Jana Leopolda Zikmund Ignác (1698–1760), který byl c.k. komořím a hejtmanem litoměřického kraje (1730–1733). Proslul především jako mecenáš umění, iniciátor přestavby milešovského zámku a organizátor parforzních honů. Posledním majitelem Milešova a zároveň posledním členem rodu byl jeho vnuk František Karel Bedřich Hrzán-Kaplíř (1766–1842), který zemřel v Milešově 16. února 1842 a jím rod vymřel. Milešov zdědily jeho sestry provdané do rodin Bylandt a Kurtzrock, později přešlo panství do majetku Lažanských a následně Ledeburů.

## Rodokmen

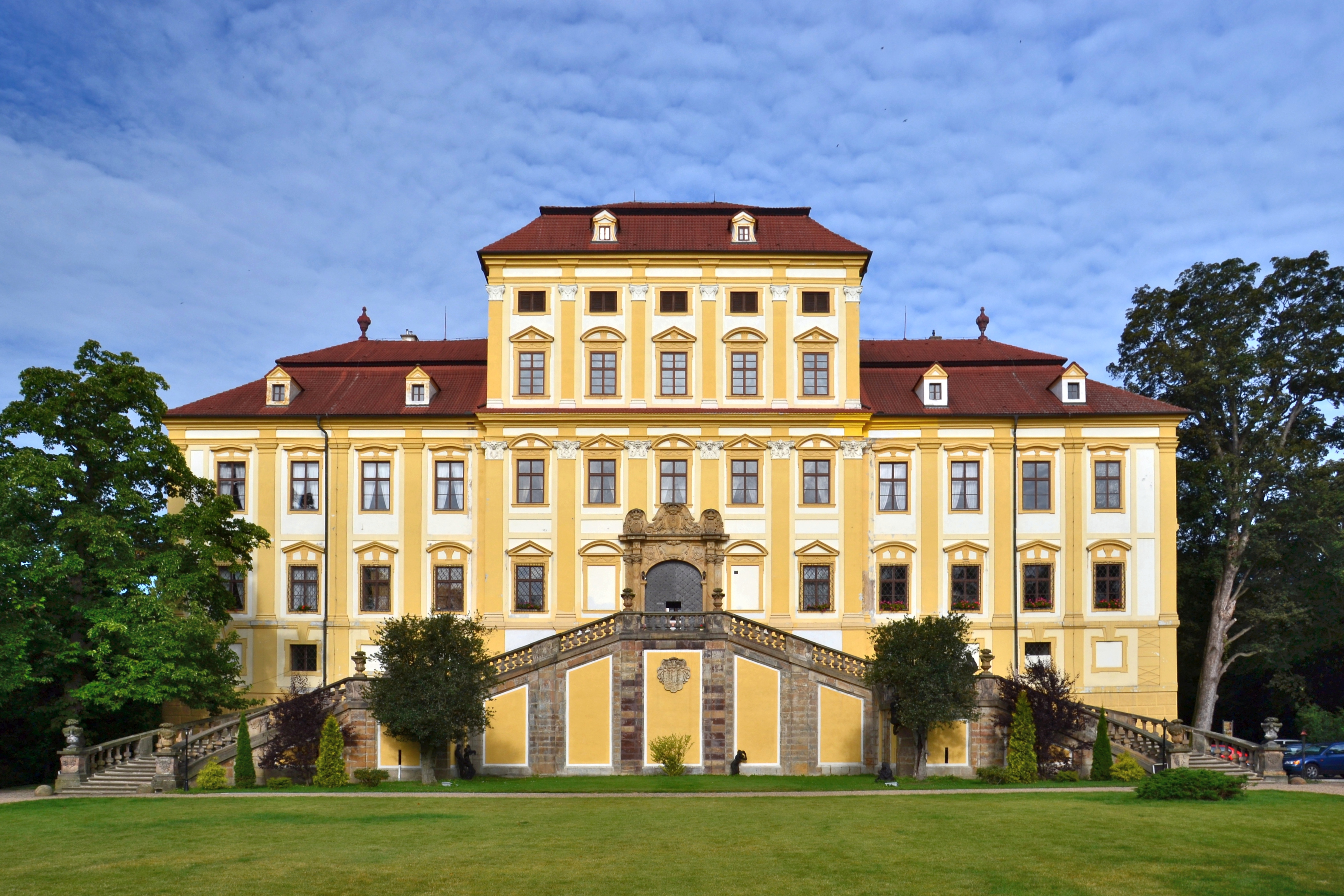
Zámek Červený Hrádek, majetek Hrzánů 1606–1707

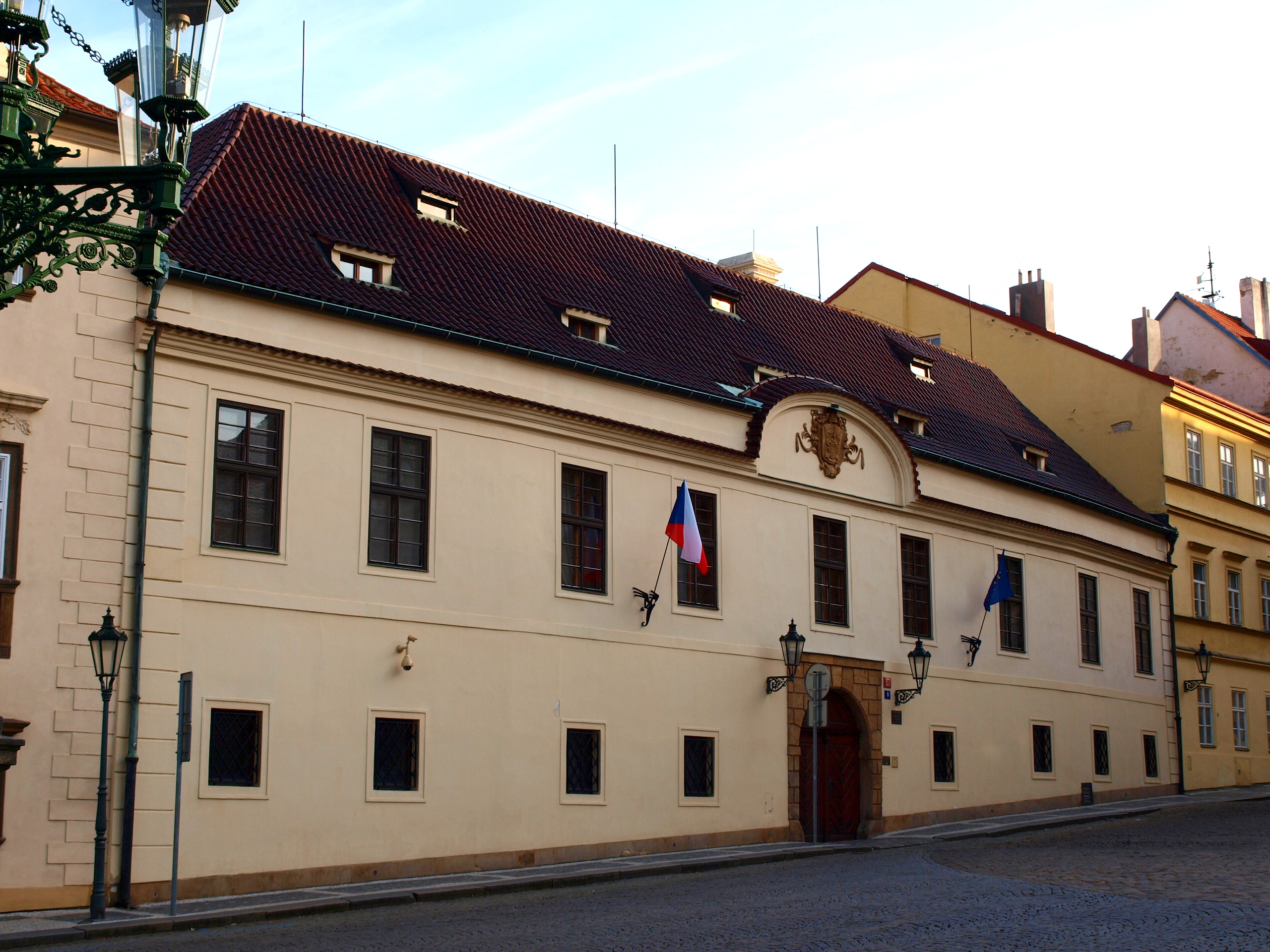
Hrzánský palác v Praze

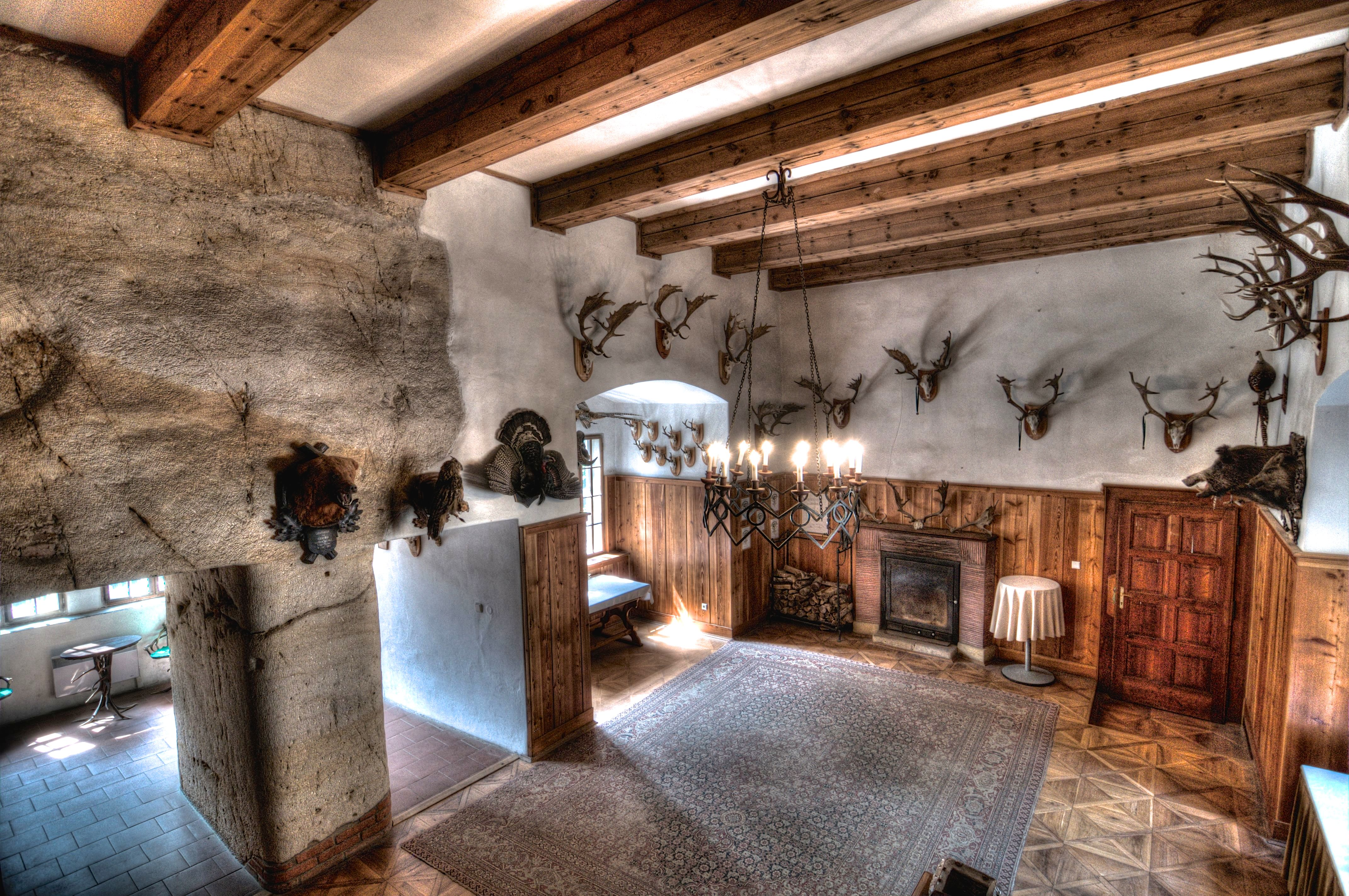
Vstupní hala hradu Houska

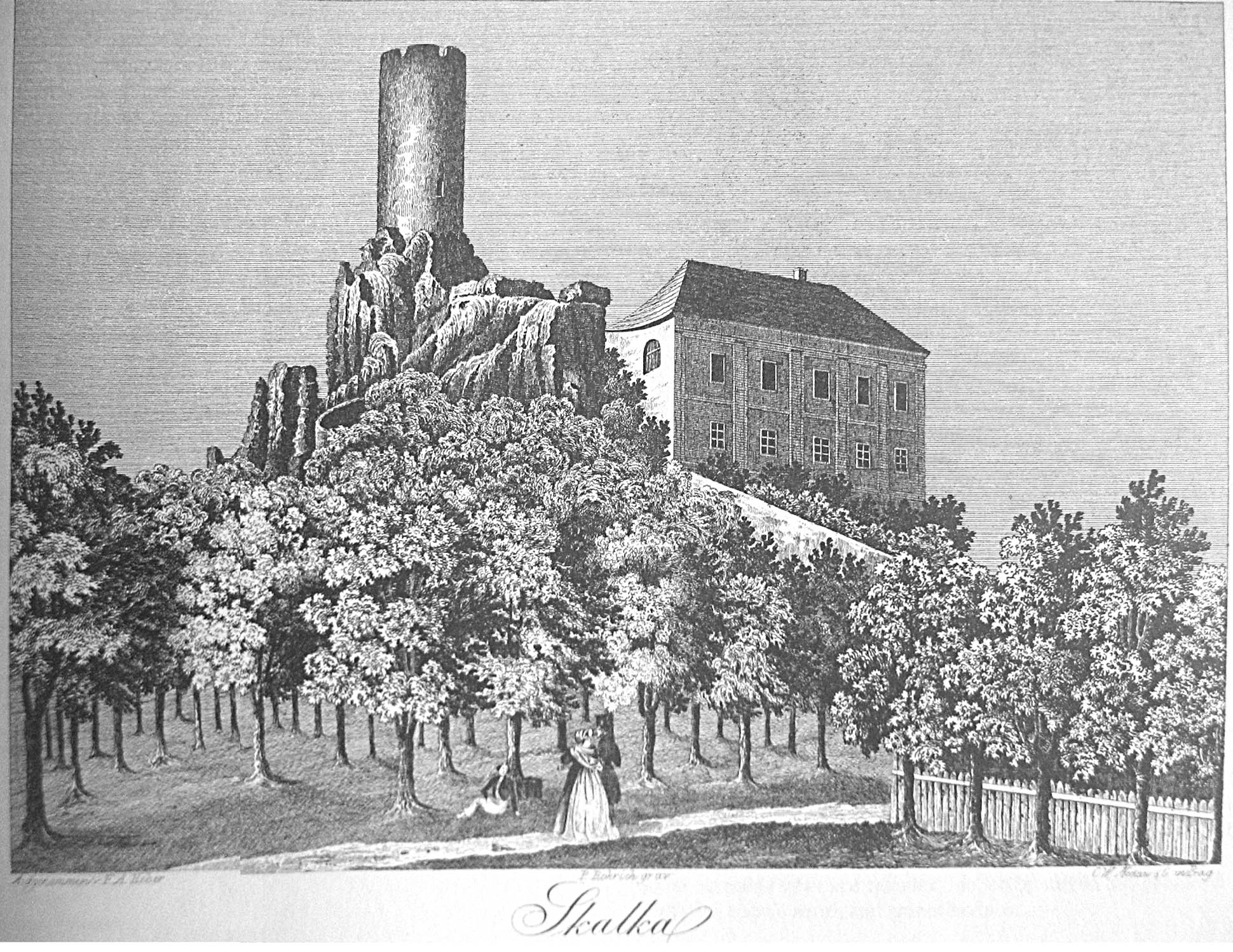
Hrad a zámek Skalka, majetek Hrzánů 1578–1731 (rytina F. A. Hebera, 1845)

1. Adam, † 1533, ∞ Dorota Vančurová z Řehnic. Držel Šestajovice, Ctěnice, Radonice.
  1. Václav starší, † 1570, ∞ Františka Alžběta Mračská z Dubé. Držel Jenštejn, od roku 1558 Potštejn, od roku 1568 Dřel-Závrší a Kyje.
    1. Adam Šťastný, † 1598, ∞ Kateřina z Klinštejna. Držel Potštejn a Kyje.
      1. Anna Kateřina, ∞ Jan Burjan Kaplíř ze Sulevic, 2 ∞ Jan Arnošt z Ullersdorfu. Držela Potštejn.

    2. Dorota ∞ Sigmund Karlík z Nežetic.

  2. Mikuláš, † 1565. Držel Jenštejn a díl Ctěnic.
    1. Adam, † 11.1.1619, ∞ Anna Kaplířová ze Sulevic. Držel Lanšperk-Lanškroun, Ronov, Ctěnice, Červený hrádek a Skalku.
      1. Mikuláš,† ca 1617, ∞ Veronika Čejková z Olbramovic.
      2. Vilém Jiří, † ca 1622.
      3. Zdeslav, † 1642, ∞ Alžběta Haugvicová z Biskupic, † 1638. Držel Lanšperk-Lanškroun, Skalku a Ronov.
      4. Jan ∞ Sabina Žofie z Vřesovic. Držel Červený hrádek, od roku 1628 Skalku.
        1. Jan Adam, 1625–1681, ∞ Marie Maximiliana z Valdštejna.
          1. Ferdinand Maxmilián
          2. Arnošt Karel, 1651–1697
          3. Jan Leopold, 1654–1711
          4. Zikmund Valentin, 1656–1726

      5. Johanka, ∞ Čejka z Olbramovic.
      6. Eliška, 1611–1625.
2. Jan, † po 12.4.1561, ∞ Eliška z Cetně, 2. ∞ Marie Šliková, 3. ∞ Kateřina z Vartemberka. Držel Zásadku, Kováň, díl Sovínek, Skalsko, Vrutici, Kyje.
  1. Kateřina ∞ Kryštof mladší Šlik. Držela Jenštejn a díl Ctěnic.
3. Tobiáš (Dobeš), † po 1.6.1570, ∞ Kateřina Vliňská z Vliněvsi, † 1564. Držel Housku (1520–1553), díl Sovínek a Všelisy.
  1. Magdalena, † 1562, ∞ Hrušovský z Hrušova.
  2. Václav mladší, ca 1530–1584, ∞ Dorota Horová z Ocelovic, † 1582. Držel Housku, Sovinky, Malkov (mezi lety 1574–1579), Vrutici.
    1. Tobiáš (Dobeš), † 1599, ∞ Eliška Mracká z Dubé. Držel Housku (do roku 1594), Vrutici a Vysokou Libeň.
      1. Václav, † po 1625 (zemřel bez potomků). Držel Boreč a Bezno (do roku 1615), Kovaň, Vysoká Libeň a Vrutici (do roku 1622).
      2. Jiřík.
      3. Jan.
      4. Dorota.
      5. Veronika.

    2. Jiřík. Držel Vidim.
    3. Jan, † 25.10.1571.
    4. Kateřina ∞ Pecingar z Bydžína.

  3. Jiřík ∞ Mariana (?). Držel Vidim.
    1. Oldřich, † 1599, ∞ Johanka ze Sulevic. Držel Vidim a Kokořín.
      1. Tobiáš. Zemřel v chudobě.
      2. Eusebie. Zemřela v chudobě.

## Osobnosti

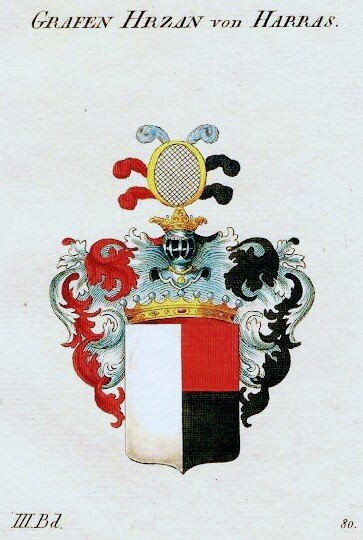
Erb Hrzánů z Harasova (Hrzan von Harras)

- Adam (1563–1619), karlštejnský purkrabí 1615–1618
- Jan Adam (1625–1681), nejvyšší lovčí 1665–1681
- Zikmund Valentin (1656–1726), prezident české komory 1718–1726
- Ferdinand Maxmilián (1695–1764), hejtman litoměřického kraje
- Zikmund Gustav (1698–1760), hejtman litoměřického kraje
- František de Paula (1735–1804), kardinál, diplomat, biskup v Szombathely

## Erb

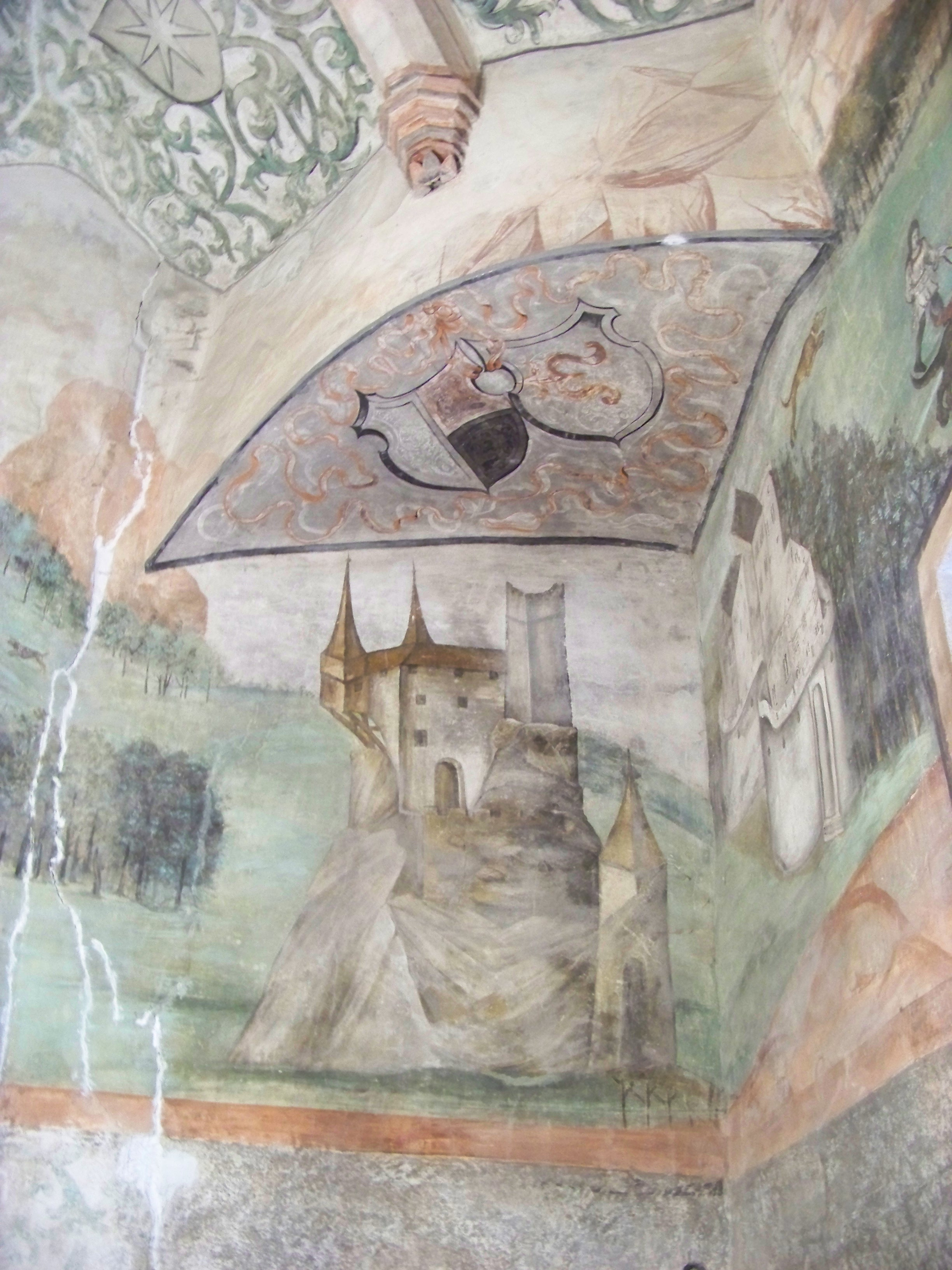
Hrzánovský erb ve výzdobě tzv. Zelené komnaty na hradě Houska

Štít je polcený, pravá část (míněno heraldicky, tzn. z pohledu nositele) má stříbrnou barvu, levá polovina se dále dělí na horní červené a dolní černé pole. V klenotu měli síto. Celý erb používali i po povýšení.

## Rodová sídla
- Ctěnice (1502–1572)
- Červený Hrádek (1606–1707)
- Dlažkovice (1718–1731)
- Houska (1502–1594)
- Jenštejn (1542–1560)
- Kokořín (1590–1609)
- Lanškroun (1588–1622)
- Lanšperk (1588–1622)
- Milešov (1686–1842)
- Ronov (1608–1647)
- Potštejn (1558–1598)
- Skalka (1578–1731)
- Stvolínky (1608–1647)
- Údlice (1606–1707)